# لوئیس د سوزا فریرا
لوئیس د سوزا فریرا (اسپانیایی: Luis de Souza Ferreira‎; ۶ اکتبر ۱۹۰۸ – ۲۹ سپتامبر ۲۰۰۸) یک بازیکن فوتبال اهل پرو بود.

## تیم ملی
وی همچنین در تیم ملی فوتبال پرو بازی کرده‌است.